# Una altra vegada
 Una altra vegada	 (títol original en anglès: One More Time) és una pel·lícula dels Estats Units de Jerry Lewis estrenada el 1970. Ha estat doblada al català.

## Argument
La història parla de dos bessons, un ric mort misteriosament l'altre pobre que el substitueix al principi. Viu la seva vida al castell, però descobreix els negocis tèrbols en què es va veure involucrat el seu germà desaparegut.

## Repartiment
- Sammy Davis Jr.: Charlie Salt
- Peter Lawford: Chris Pepper
- John Wood
- Dudley Sutton
- Maggie Wright
- Ester Anderson
- Percy Herbert
- Peter Cushing: Dr. Frankenstein
- Christopher Lee: Dràcula